# Ciudad residencial de Carl Legien

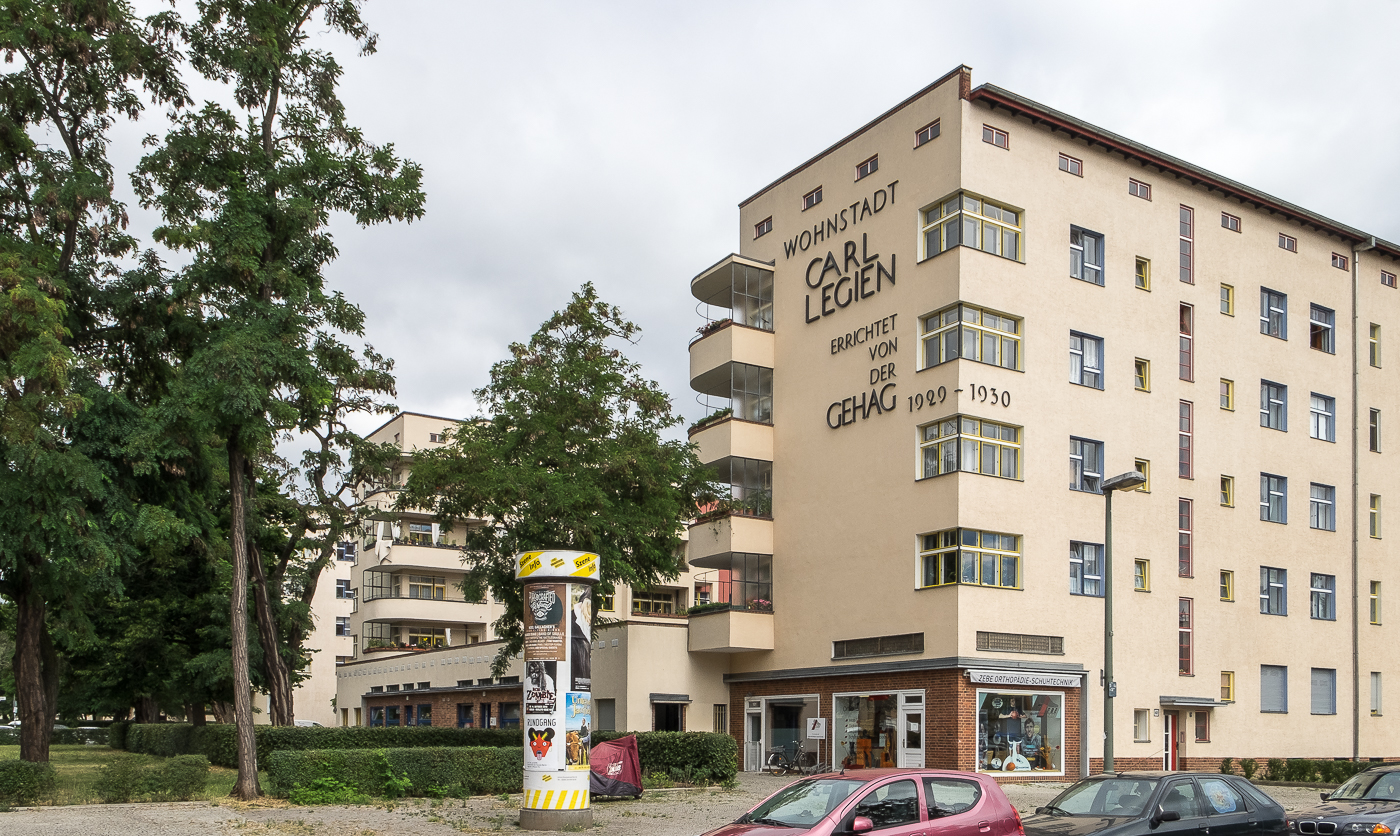
El asentamiento de Carl Legien en la esquina de Gubitz Erich-Weinert-Straße

La ciudad residencial de Carl Legien (en alemán Wohnstadt Carl Legien) es una gran urbanización en el barrio de Prenzlauer Berg de Berlín (distrito de Pankow), construido entre 1928 y 1930 según los planes de Bruno Taut y Franz Hillinger en nombre de GEHAG (Gemeinnützige Heimstätten-Spar- und Bau-AG). Este proyecto fue nombrado en honor al líder sindical alemán Carl Legien.
Es parte de los asentamientos de Berlín de la década de 1920 designados por Unesco como Patrimonio de la Humanidad.

## Historia
La ciudad residencial se construyó en el curso del desarrollo del norte de Prenzlauer Berg en los años 1920 y 1930. Se encuentra en Erich-Weinert-Straße entre Gubitz y Sültstraße. Después de que la industria de la construcción se detuviera durante la Primera Guerra Mundial, el programa de vivienda de la República de Weimar dio lugar a un repunte, por lo que se crearon nuevos asentamientos en todo Berlín.
Los primeros planes para un acuerdo en este sitio han sido diseñados desde 1925 por el entonces jefe de la oficina de diseño de GEHAG, Franz Hillinger. En colaboración con Bruno Taut finalmente el plan final, después de lo cual se crearon 1149 apartamentos de una y media a cuatro habitaciones y media en 8.4 hectáreas.
En 1930, la mayoría de las calles recibieron nombres de sindicalistas socialdemócratas. En junio de 1933, se cambió el nombre de los lugares que recuerdan las batallas de la Primera Guerra Mundial en el frente occidental, en particular los de la batalla de Flandes en 1914. Sólo en 1904, el nombre del seudónimo del eje principal de la reina rumana Carmen Sylva conservado su nombre. Desde entonces, el área se llamaba Flandernviertel. En 1952, la alcaldía de Berlín Este nombrado estas calles a los resistentes comunistas ejecutados o asesinados y en 1954 el entonces calle Carmen Sylva a Erich Weinert.
Desde mediados de la década de 1990 hasta 2004, la ciudad residencial fue renovada sobre la base de estudios de preservación histórica. La urbanización ha sido un edificio protegido desde 1977. En julio de 2008, la ciudad residencial se incluyó como uno de los seis asentamientos del Berlín moderno en la lista del Patrimonio Mundial de la UNESCO.

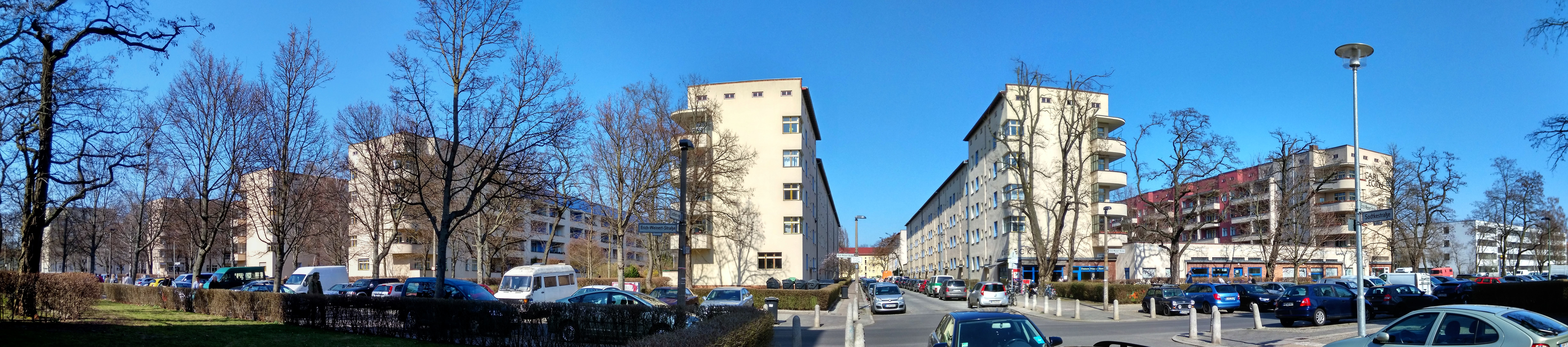
Ciudad residencial Carl Legien (Panorama Sodtkestraße)
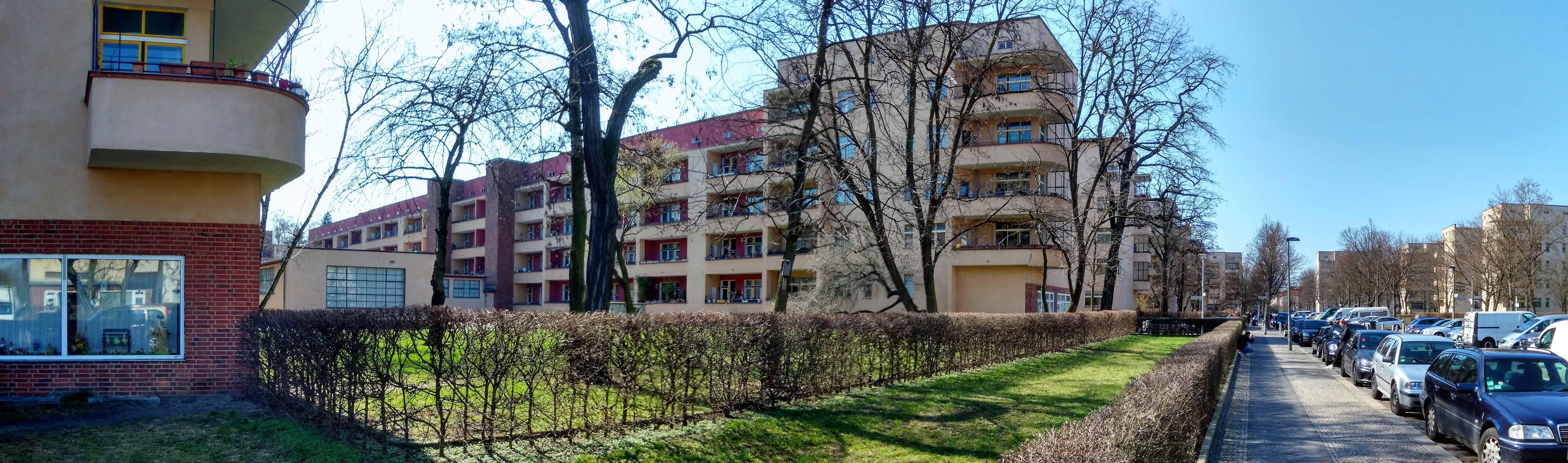
Patio rojo
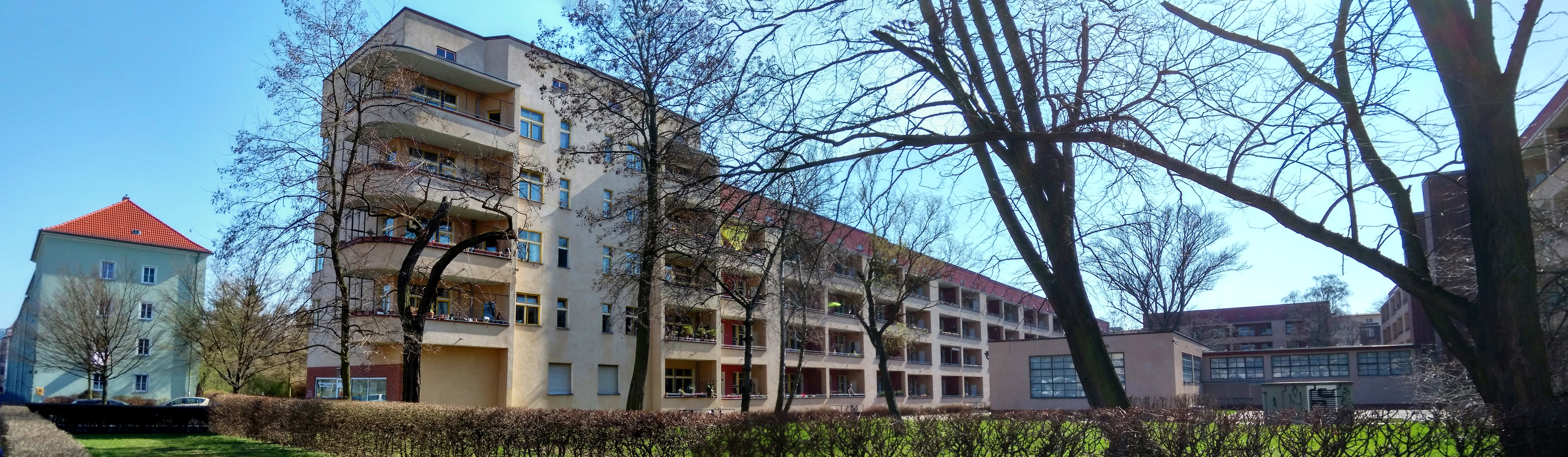
Patio rojo